# 사회과학적 법학
사회과학적 법학은 사회과학적 시각과 방법론에 입각하여 법을 연구하는 법학이다. 사회과학적 법학은 좁은 의미로 법사회학을 의미하는 말로 쓰이기도 하지만 보다 넓은 의미의 개념이다. 법률학이 법규범의 의미와 적용을 명확히 하고자 하는데 주력한다면 사회과학적 법학은 법이 현실에 미치는 영향이나 현실 속에서 법이 어떻게 작용하는가를 파악하고자 한다. 따라서 사회과학적 법학은 법규범의 의미내용뿐만이 아니라 법이 사회 속에서 어떻게 전개되고 변천되었는가, 법관련자들의 법의식 및 법행동은 어떠한가, 법과 사회문화의 관계는 어떠한가 등을 연구대상으로 삼는다. 비교법학, 법역사학, 법인류학 등도 모두 사회과학적 법학에 속한다.